# Kígyó oszlop
A Kígyó oszlop antik görög építmény, amelyet I. Constantinus római császár Konstantinápolyban, a mai Isztambulban állíttatott fel a 4. században. Az oszlopot három tekergőző kígyótestből formázták. A hüllőfejek idővel letörtek az építményről, így az ma csak töredékesen látható az egykori Hippodrom területén. Az oszlop mintegy hat méter magas. Az egyik kígyóállkapocs fennmaradt, ma a város régészeti múzeumában tekinthető meg.

## Története

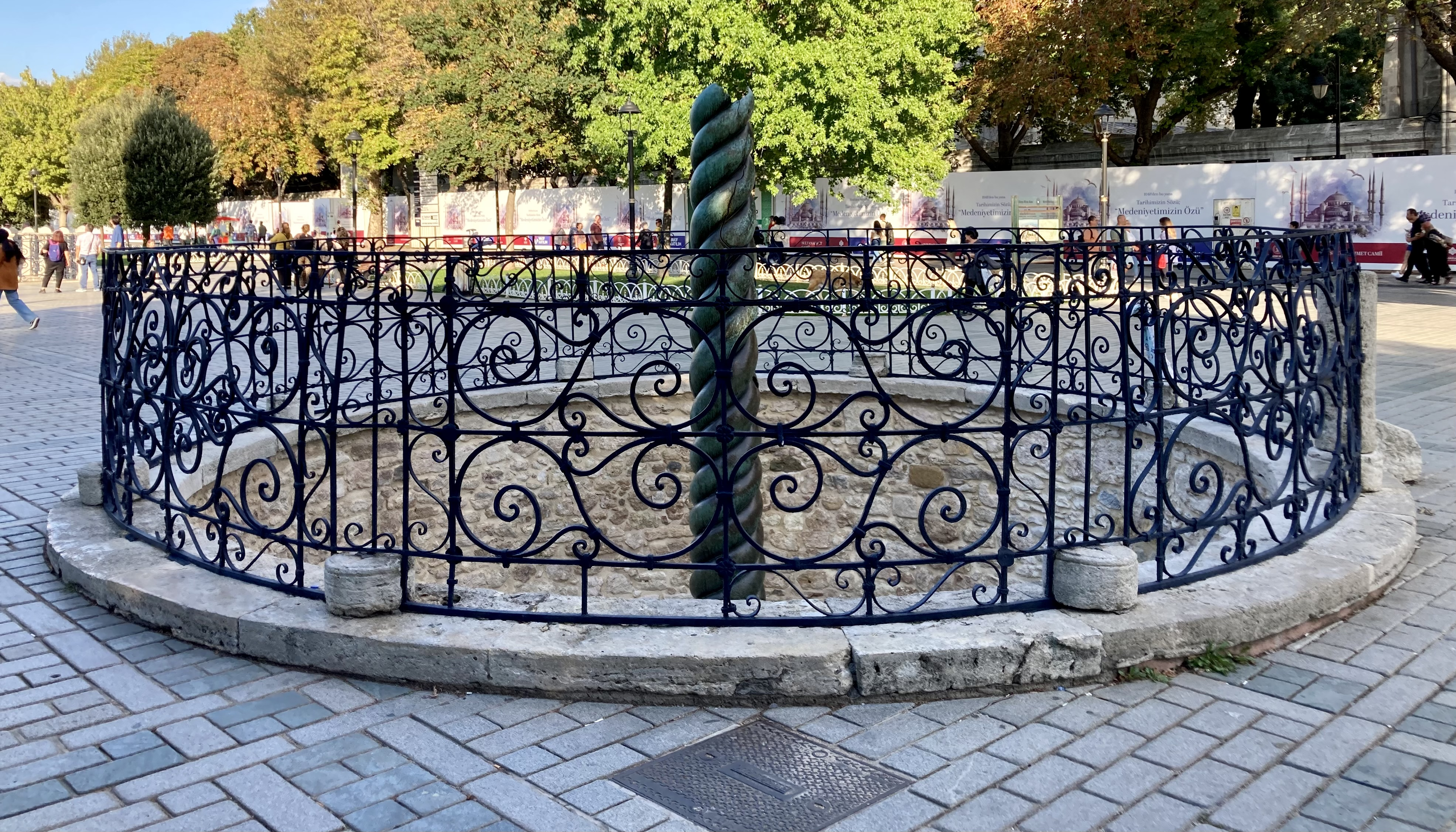
Az elkerített oszlop

Az oszlop a delphoi Apollón-szentélyben állt, az i. e. 479-ben a perzsák felett, a plataiai csatában aratott görög győzelem emlékeként. Feltételezhetően a perzsáktól zsákmányolt bronzfegyverek és -páncélok anyagából kovácsolták. Az oszlop kígyófejei egy aranyból öntött tripuszt tartottak. Hérodotosz A görög-perzsa háború című könyvében ezt írta: „Az összegyűjtött zsákmány egytizedét félretették a delphoi istennek, és abból állították fel a szentélyben azt a tripuszt, amely egy háromfejű bronzkígyón áll, mindjárt az oltár közelében.”
Thuküdidész A peloponnészoszi háború című munkájában az olvasható, hogy Pauszaniasz a következő sorokat íratta az emlékműre: „Pauszaniasz, Hellasz vezetője ajánlja Apollón tiszteletére fel ezt, győzve a méd sereg felett”. Később ezt a feliratot a spártaiak eltávolíttatták, és azoknak a városoknak a nevét vésették a fémbe, amelyek részt vettek az adományozásban. Ez 30 vagy 31 név lehetett, ma 29 olvasható közülük.
A tripuszt i. e. 355-ben föníciaiak elrabolták. Az oszlopot I. Constantinus 324 és 330 között városába vitette, és a Hippodromon állíttatta fel. Az oszlop Konstantinápoly 1453-as elestéig ép maradt.
A legenda szerint a várost meghódító II. Mehmed oszmán szultán rávágott az egyik kígyó állkapcsára a buzogányával vagy csatabárdjával, letörve annak alsó állkapcsát. A Topkapı palotában őrzött, 1584 körül befejezett Hünername című kódexben, amely a szultánok mesés cselekedeteit gyűjtötte egybe, van egy miniatúra, amely ezt az eseményt örökíti meg. Később más uralkodóknak is tulajdonították a kígyófejre mért csapást. A feltételezések szerint az állkapocs valószínűleg a Hippodromon folyó játékok, versenyek során tört le. Korabeli feljegyzések szerint a fejeket a lengyel nagykövet kísérete törte le 1700-ban, egy évvel a karlócai béke megkötése után.
Az 1700-as években a kígyófejek és -nyakak elvesztek, csak a töredékes oszlop maradt a helyén; ma csak egy felső állkapocs van meg, amelyet az isztambuli régészeti múzeum őriz. Ezt a Hagia Szophia 1848-as felújításakor találták meg.